# Otto Erdmannsdörffer

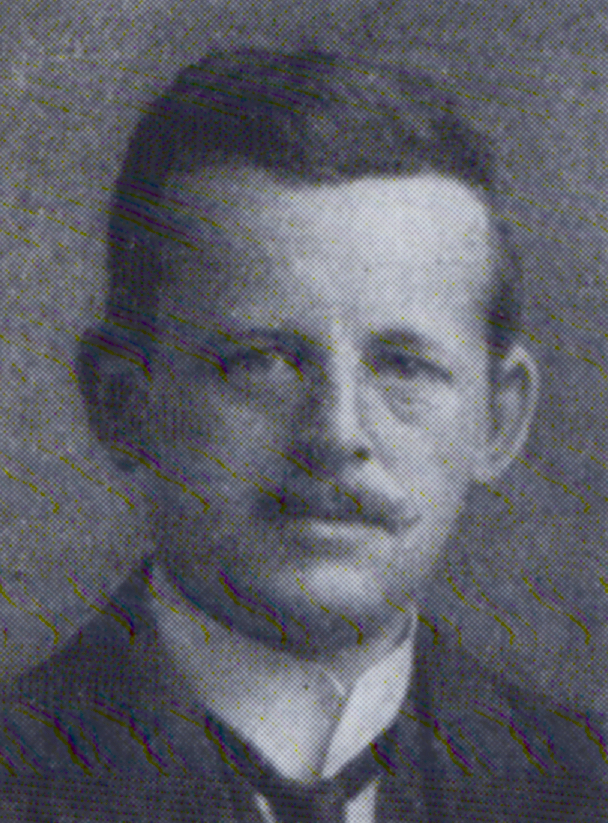
Otto Erdmannsdörffer, um 1931

Otto Heinrich Erdmannsdörffer (* 11. März 1876 in Heidelberg; † 19. April 1955 ebenda) war ein deutscher Geologe und Mineraloge.

## Leben
Er war der Sohn des Historikers Bernhard Erdmannsdörffer und ging in Heidelberg zur Schule. Er studierte in Heidelberg und Straßburg Naturwissenschaften und speziell Geologie. Seit 1895 gehörte er der Burschenschaft Allemannia Heidelberg an. In Straßburg waren die Geologen Hugo Bücking und Ernst Wilhelm Benecke seine Lehrer, in Heidelberg der Physiker Georg Hermann Quincke, der Mathematiker Leo Koenigsberger, der Geologe Karl Heinrich Rosenbusch und der Chemiker Theodor Curtius. 1900 wurde er bei Rosenbusch in Heidelberg promoviert (mit einer Arbeit über das Kristallin des Schwarzwalds) und ging 1901 an die Preußische Geologische Landesanstalt, für die er unter anderem im Harz kartierte (Blätter Harzburg, Wernigerode, St. Andreasberg). 1908 habilitierte er sich in Mineralogie und Petrographie an der Universität Berlin bei Carl Klein, wo er Privatdozent für Mineralogie und Petrographie wurde. 1912 wurde er Professor für Mineralogie und Petrographie an der Gottfried Wilhelm Leibniz Universität Hannover und 1926 an der Universität Heidelberg, wo er 1931 Rektor war, das Mineralisch-Petrographische Institut leitete, dreimal Dekan der Naturwissenschaftlichen Fakultät war, 1931/32 Rektor war und 1948 emeritiert wurde. Er war zwar von seinem Lehrstuhl schon zurückgetreten, stellte sich aber für den Wiederaufbau seines Heidelberger Instituts nach dem Krieg zur Verfügung. Ab 1925 arbeitete u. a. Hans Nieland für ihn und 1927/28 war Nieland sein Privatassistent.
Neben dem Harz (u. a. Brockenmassiv) und Schwarzwald befasste er sich mit metamorphem Gestein in Mazedonien, wo er im Ersten Weltkrieg als Wehrgeologe war, und der Entstehung von Alkaligesteinen am Natronsee in Ostafrika und zuletzt mit dem Kristallin des Odenwalds. Eine zentrale Rolle in seiner Forschung nahm später das Granitproblem ein, also Hypothesen über die Entstehung von Graniten und Dioriten. Insgesamt war er weniger Theoretiker, sondern bevorzugte Feldstudien und mikroskopische petrographische Untersuchungen.
Er war Herausgeber der Heidelberger Beiträge zur Mineralogie und Petrographie.

## Ehrungen
- 1940 wurde er Mitglied der Deutschen Akademie der Naturforscher Leopoldina
- 1947 Ehrenmitglied der Deutschen Mineralogischen Gesellschaft.
- 1953 erhielt er die Hans-Stille-Medaille.

1925 wurde er zum korrespondierenden Mitglied der Göttinger Akademie der Wissenschaften gewählt. Er war seit 1926 ordentliches Mitglied der Heidelberger Akademie der Wissenschaften und von 1935 bis 1937 deren Sekretar.

## Schriften
- Grundlagen der Petrographie, Enke Stuttgart 1924.
- mit Walter Schriel, Fritz Dahlgrün: Geologischer Führer durch den Harz, 2 Bände, Borntraeger, Berlin 1925 (Sammlung geologischer Führer; 30).
- mit Cl. Lebling, K. Leuchs und anderen: Südostmazedonien und Kleinasien. Borntraeger, Berlin 1925 (Die Kriegsschauplätze 1914–1918 geologisch dargestellt; 13).
- gemeinsam mit Hans Nieland: Über melilithführende Fasinite von Tasmanien. Tilgmann, 1928.
- Über den Buchonit von Poppenhausen in der Rhön, Walter de Gruyter & Co., Berlin und Leipzig 1933.

Einige Aufsätze:
- Die devonischen Eruptivgesteine und Tuffe bei Harzburg und ihre Umwandlung im Kontakthof des Brockenmassivs. In: Jahrbuch der Königlich Preußischen Geologischen Landesanstalt und Bergakademie zu Berlin. Bd. 25 (1904), S. 1–74
- Über Bau und Bildungsweise des Brockenmassivs. In: Jahrbuch der Königlich Preußischen Geologischen Landesanstalt und Bergakademie zu Berlin. Bd. 27 (1906), S. 379–405
- Beiträge zur chemisch-petrographischen Kenntnis des Brockenmassivs. In: Jahrbuch der Königlich Preußischen Geologischen Landesanstalt und Bergakademie zu Berlin. Bd. 27 (1906), S. 341–373.
- Die silurischen Diabase des Bruchberg-Ackerzuges. In: Jahrbuch der Preußischen Geologischen Landesanstalt zu Berlin. Bd. 29 (1908), S. 1–22.
- Der Eckergneis im Harz. In: Jahrbuch der Preußischen Geologischen Landesanstalt zu Berlin, Bd. 30 (1909), S. 324–387.
- Die Einschlüsse des Brockengranits. In: Jahrbuch der Preußischen Geologischen Landesanstalt zu Berlin. Bd. 32 (1911), Band II, S. 311–382.
- Die Syenite des Radautales im Harz als palingene Eruptiva. de Gruyter, Berlin 1930 (Sitzungsberichte der Heidelberger Akademie der Wissenschaften, mathematisch-naturwissenschaftliche Klasse; 15), S. 1–61.
- Die Rolle der Anatexis. Weiß, Heidelberg 1939 (Sitzungsberichte der Heidelberger Akademie der Wissenschaften, mathematisch-naturwissenschaftliche Klasse; 1939,7) (Studien im Gneisgebirge des Schwarzwaldes; 11), S. 3–72.
- Die Diorite des Bergsträsser Odenwaldes und ihre Entstehungsweise. In: Heidelberger Beiträge zur Mineralogie und Petrographie. Bd. 1 (1948), S. 37–85.
- Die Entwicklung und jetzige Stellung des Granitproblems. In: Heidelberger Beiträge zur Mineralogie und Petrographie. Bd. 2 (1950), S. 334–377.